# Ritratto di Ambroise Vollard (Renoir)
Il ritratto di Ambroise Vollard (Ambroise Vollard) è un dipinto del pittore francese Pierre-Auguste Renoir, realizzato nel 1908 e conservato alla Courtauld Gallery di Londra.
Ambroise Vollard è stato un abile mercante d'arte famoso per essere amico di numerosi artisti e poeti (tra i tanti Mallarmè, Zola, Apollinaire, Cèzanne, Degas e Odilon Redon) e, oltre al suo spiccato senso degli affari, si affermò soprattutto grazie alla sua sensibilità artistica, grazie alla quale riuscì a riconoscere il valore delle sperimentazioni impressioniste e ad apprezzarle, nonostante la ferocia della critica. 
Vollard era un intimo amico anche di Renoir, e ne scrisse nel 1918 anche una minuziosa autobiografia, la quale è stata persino al centro di una polemica agitata dagli amici del pittore, secondo i quali molti degli aneddoti ivi riportati erano inventati di sana pianta.
La scena, tutt'altro che familiare o spontanea, è stata attentamente studiata e si ricollega alla ritrattistica ufficiale del Cinquecento e del Seicento. Il primo riferimento si allaccia soprattutto ai dipinti di Lorenzo Lotto, nei quali i generosi mecenati del pittore posavano in maniera del tutto analoga a Vollard in questo quadro. Renoir, in questo modo, intende sottolineare la coscienziosità e la vastissima erudizione del Vollard, oltre che la sua innata attitudine a gustare ed apprezzare i bei dipinti. Il collezionista, ritratto con la sua ampia fronte calva, suo vero e proprio tratto distintivo, è colto mentre esamina con interesse una statuetta di Aristide Maillol. Maillol incontrò Renoir proprio nel 1908 e ne godette la stima e l'amicizia per i comuni interessi figurativi, rivolti in ambedue i casi a una appassionata celebrazione del corpo femminile.